# Slieve Bloom Mountains
De Slieve Bloom Mountains (Iers: Sliabh Bladhma) is een heuvelrij op de grens tussen de county's Offaly en Laois.
Het is een toeristisch zeer aantrekkelijk heuvelgebied met vele wandelroutes (onder andere de Slieve Bloom Way) en een autoroute. Aan de noordkant heeft men een mooi uitzicht over Offaly.Er bestaat een groot aantal wandelingen en bergtochten van eenvoudig tot gevorderd. Ook kunt u onder begeleiding van gidsen het gebied bezoeken.
De centraal in Ierland gelegen reeks ligt ten oosten van de rivier de Shannon. De heuvelrij is niet bijzonder hoog, maar beslaat wel een voor dit gebied groot oppervlak. De Slieve Bloom Mountains stijgen tot een maximale hoogte van 526 meter in Arderin in het zuidwesten, gevolgd door de Baunreaghcong met 511 meter.